# Dioscorea decorticans
Dioscorea decorticans là một loài thực vật có hoa trong họ Dioscoreaceae. Loài này được C.Presl mô tả khoa học đầu tiên năm 1827.